# Krigsåret 1716

## Pågående krig
- Stora nordiska kriget (1700 - 1721)[1]
  - Ryssland, Danmark, Polen-Litauen och Sachsen på ena sidan
  - Sverige och Holstein-Gottorp på andra sidan.

### Fotnoter
1. ↑  ”World Statesmen”. http://www.worldstatesmen.org/WARS.html. Läst 28 juni 2011.